# 荣程联合钢铁
荣程联合钢铁集團总部位于天津，经营领域包括钢铁、金融等多領域。创始人張祥青、张荣华夫妇创建于1989年，始于唐山、2001年进驻天津发展，由於创始人張祥青2014年8月去世由张荣华任董事長
。

## 子公司
- 唐山荣程时代文化创意有限公司
- 融通物贸（天津）电子商务有限公司
- 天津荣程集团唐山特种钢有限公司
- 天津荣程祥国际贸易有限公司
- 天津鸿福股权投资基金管理有限公司
- 天津荣程祥泰投资控股集团有限公司
- 祥青堂国际健康管理有限公司
- 天津荣程众和能源股份有限公司
- 天津荣程碳资产管理有限公司
- 北京荣程文化产业股份有限公司